# Сенат (Полша)
Сенатът на Република Полша (на полски: Senat Rzeczypospolitej Polskiej) е орган на законодателната власт, втората камара (традиционно наричана „горна камара“) на парламента на Република Полша. Състои се от 100 сенатори избирани чрез всеобщи преки избори с тайно гласуване, в едномандатни избирателни окръзи за четиригодишен мандат, започващ и свършващ заедно с мандата на Сейма (ако мандатът на Сейма се съкрати, съкращава се и мандата на Сената). В случай че мандатът изтече президентът разпорежда провеждането на частични избори.
В изборите за Сенат пасивно избирателно право има гражданите навършили 30 години.

## Органи на Сената
Конституционни органи на Сената са:
- Маршал
- Комисии

Органи, въведини от правилника на Сената:
- Президиум на Сената
- Комвент на Сената

## История на Сената

### Сенатът в Кралство Полша
Сенатът на Полша произхожда от Кралския съвет на Полското кралство.
В периода на Жечпосполита, от края на XV век, е по-високата камара на Сейма (така се нарича парламента по това време). Като членове в състава на Сената на Жечпосполита влизат католическите епископи, както и номинираните от краля висши държавни служители.

### Сенат на Втората Жечпосполита
След възстановяването на полската държава (1918) институцията Сенат е възстановена с приемането на Мартенската конституция през 1921 година. Сенаторите са избирани на всеобщи избори – общо пет пъти преди избухването на Втората световна война. Априлската конституция от 1935 година значително ограничава активното избирателно право за Сенат – такова имат малко над 100 000 граждани – и позволява на президента да назначава една трета от сенаторите.
Сенатът изпълнява ролята на камара, коригираща законопроекти, приемани от долната камара – Сейма.

### Липса на Сенат в Полската народна република
В Полската народна република, след Втората световна война, институцията Сенат е премахната въз основа на резултатите от референдума от 1946 година. Повече от 40 година Сеймът е единствената камара на полския парламент до изборите, които се провеждат на 4 юни 1989 година. На тях е избран Сенат I мандат, като гласуването завършва с голям успех на „Солидарност“ (99 сенатори). Сенатът е възстановен в резултат на споразуменията от кръглата маса, където е договорено във всяко войводство да бъдат избирани двама сенатори (с изключение на Варшава и Катовице с трима сенатори).

### Възстановяване на Сената
След възстановяването на Сената през 1989 година, място на заседанията му до май 1991 година е колонната зала в Сейма. В настояще време заседанията се провеждат в заседателната зала в сградата на Сената, намираща се в парламентарния комплекс, непосредствено до сградата на Сейма.

## Права на Сената
В компетенциите на Сената влиза:
- утвърждаване на законите приети от Сейма
- право на законодателна инициатива
- изразяване на съгласие за провеждане на общонационален референдум по разпореждане на президента
- изразяване на съгласие за назначаване от Сейма на:
  - Председател на Върховната контролна палата
  - Омбудсман
  - Омбудсман за децата
  - Председател на Службата за защита на личните данни
  - Председател на Института за национална памет
  - Председател на Службата за електронни съобщения
- приемане на резолюции относно приемането или отхвърлянето на доклади от:
  - Национален съвет за радио и телевизия
  - Конституционен трибунал
  - Първи председател на Върховния съд
  - Омбудсман
  - Омбудсман за децата
  - Председател на Института за национална памет
- право за подаване на искане до Маршала на Сейма за провеждане на общонационален референдум
- назначаване на двама сенатори в състава на Националния съдебен съвет
- назначаване на двама членове на Колегиума на Института за национална памет
- назначаване на трима членове на Съвета за парична политика
- назначаване на един член на Националния съвет за радио и телевизия
- заедно със Сейма приема акт за съгласие за ратифициране на международно споразумение (2/3 гласа)
- заедно със Сейма приема изменения в Конституцията на Република Полша от 2 април 1997 година (член 235)
- възможност за внасяне в Конституционния трибунал на предложения по въпроси, свързани със съответствието на правото със закона
- избор на съдебни заседатели за Върховния съд.[4]

## Галерия
- Крал Александер Ягелончик в Сената, Статут на Ласки
- Сградата на Сената (вляво) и Сейма във Варшава, ул. Вейска (1930)
- Избирателни окръзи за изборите за Сенат (2011)